# Wilkinson Eyre
Wilkinson Eyre è uno studio d'architettura britannico con sede a Londra.

## Storia
Nel 1983 Chris Wilkinson fondò la Chris Wassila Architects, che poi collaborò on l'architetto Jim Eyre nel 1987; nel 1999 i due entrarono in società e lo studio venne ribattezzato Wilkinson Eyre. Lo studio ha realizzato vari progetti, tra ponti, edifici e grattacieli; i più significativi sono il Gateshead Millennium Bridge, Biblioteca Weston di Oxford e Guangzhou International Finance Centre. Lo studio ha vinto vari premi, tra cui due volte di fila lo Stirling Prize (2001 e 2002) e il Lubetkin Prize (2012 e 2013).

## Opere
- Mary Rose Museum
- Toronto Eaton Centre
- Queen Street Bridge
- Twin Sails Bridge
- Peace Bridge
- Gateshead Millennium Bridge
- Magna Science Adventure Centre
- Guangzhou International Finance Center
- Basketball Arena

## Premi e riconoscimenti
- BCO Award, 8 Finsbury Circus (2017)[2]
- RIBA Award, Building of the Year, Weston Library (2016)[3]
- AJ100 Building of the Year, Weston Library (2016)[4]
- Structural Steel Award, Splashpoint Leisure Centre (2014)
- Building Award, Mary Rose Museum (2014)[5]
- New London Award, Battersea Power Station (2014)
- Civic Trust Award, Twin Sails Bridge (2014)
- ISE Award, Emirates Air Line (2013)
- RIBA Lubetkin Prize, Cooled Conservatories, Gardens by the Bay (2013)[6]
- RIBA Lubetkin Prize, Guangzhou International Finance Center (2012)[7]
- RIBA Stirling Prize, Gateshead Millennium Bridge (2002)
- RIBA Stirling Prize, Magna (2001)

## Galleria d'immagini

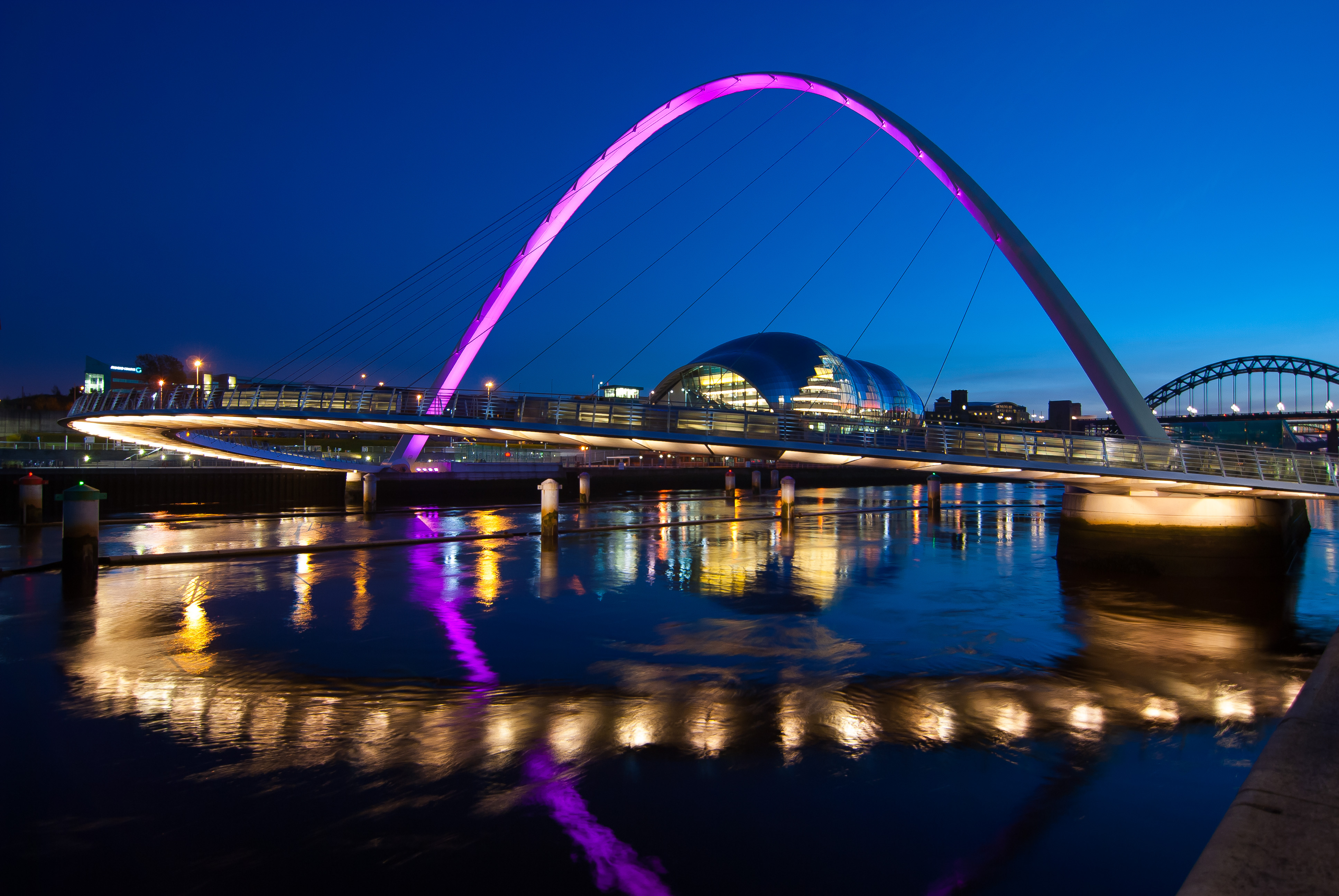
Millennium Bridge
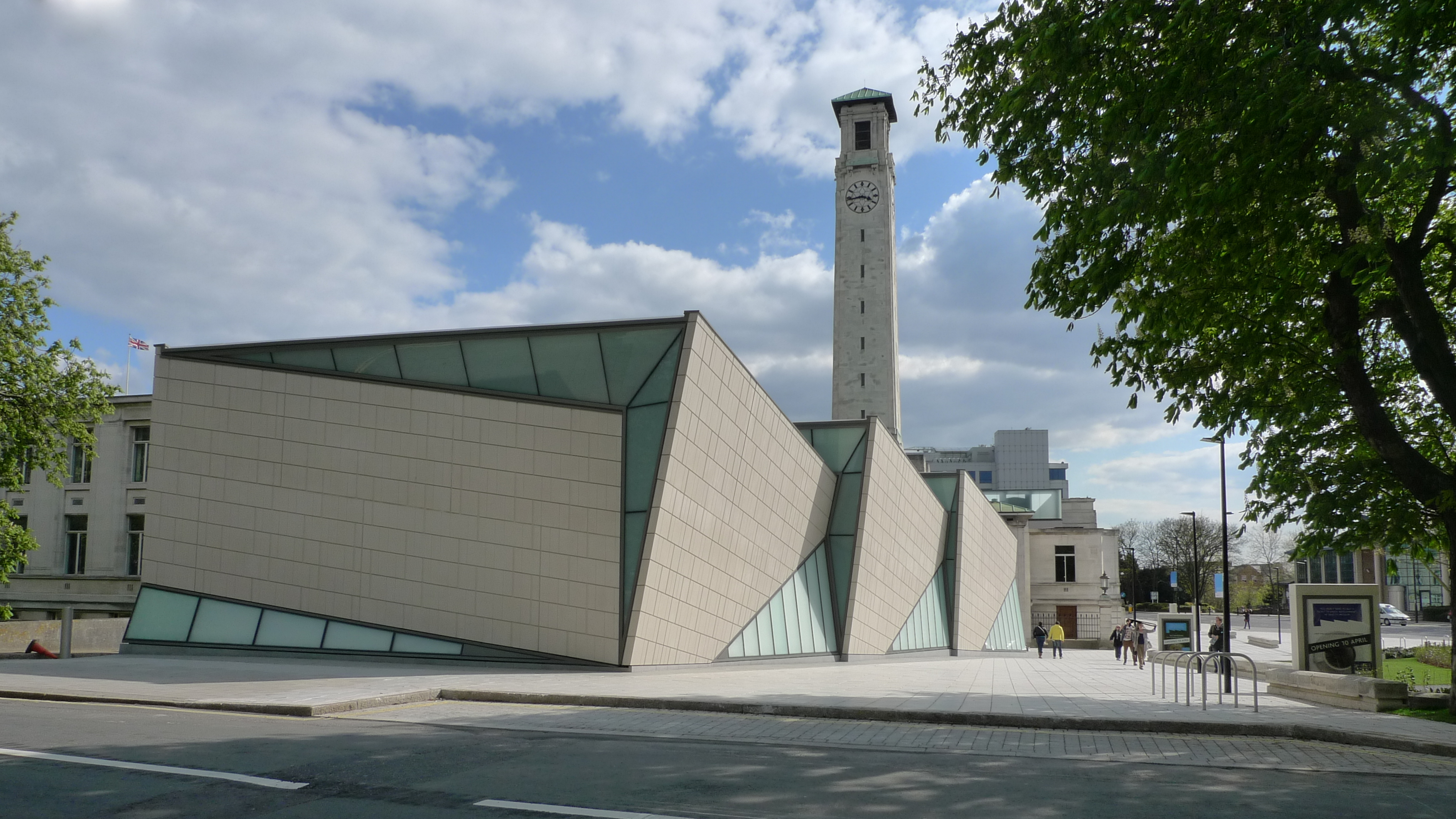
Seacity Museum
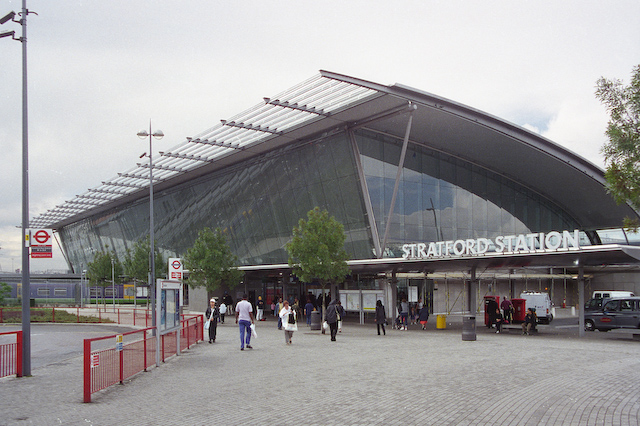
Stazione di Stratford, 1999
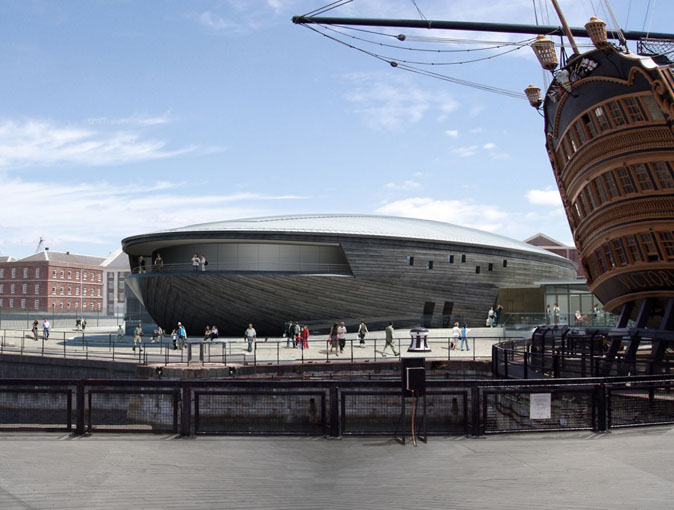
Mary Rose Museum
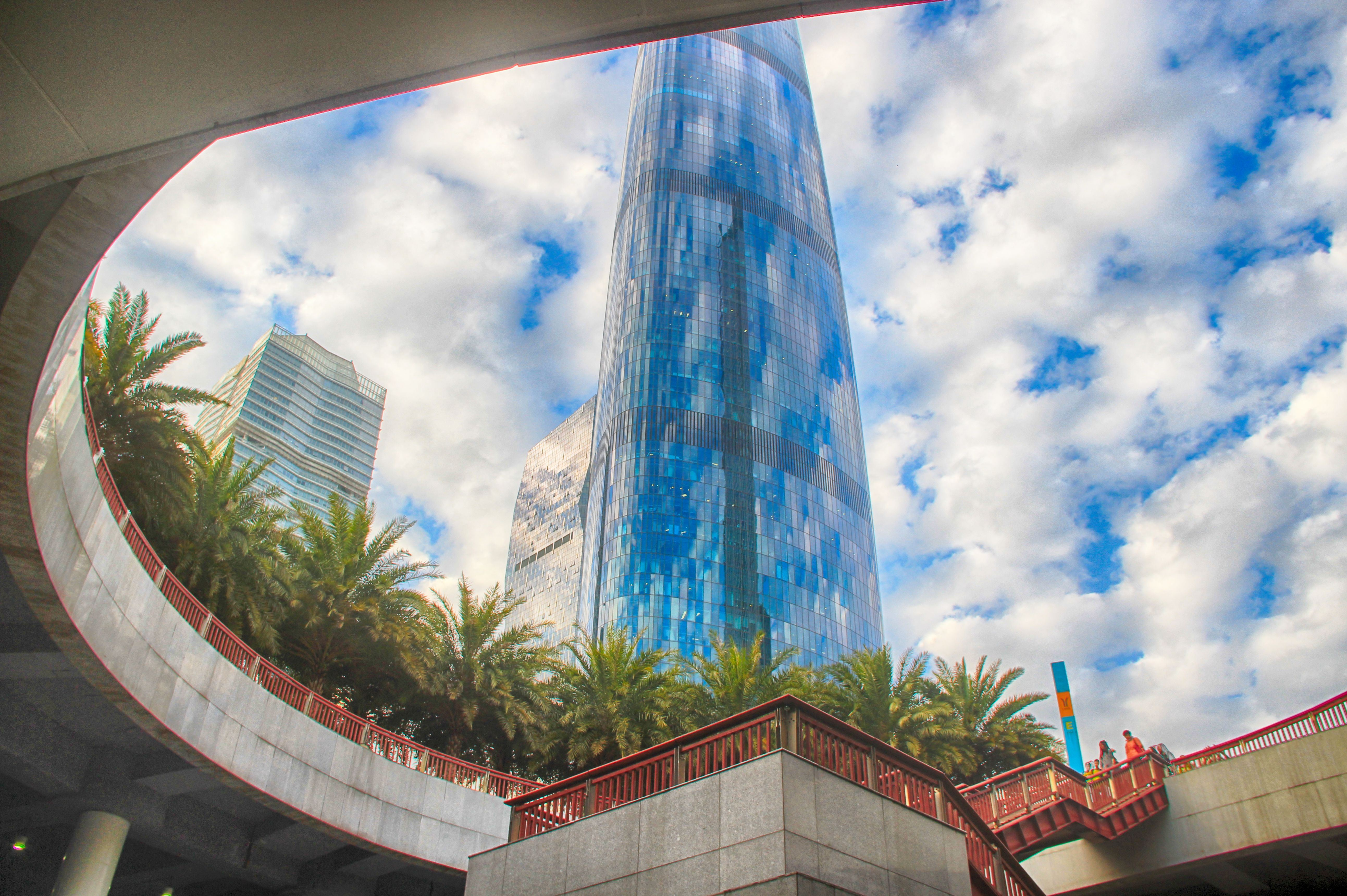
Guangzhou International Finance Center